# Житлові будинки товариства «Новий побут» (Ростов-на-Дону)
Житлові будинки товариства «Новий побут» (рос. Жилые дома товарищества «Новый быт»)  — будинки, які займають частину кварталу між вул. Суворова, пр. Ворошиловським і Соколова Кіровському районі міста Ростова-на-Дону. Є пам'ятником архітектури кінця 1920 років.

## Історія і опис
Перші багатоповерхові кооперативні будинки товариства «Новий побут» Ростові-на-Дону побудовані в 1928 році за проектом архітектора Михайла Миколайовича Кондратьєва.
Обидва корпуси мають незвичайне і досить складне планування, що забезпечує сприятливу орієнтацію будівель, створюючи хорошу інсоляцію всіх квартир, тобто дозволяє сонцю висвітлювати кожну з них. Вони заселялися наступним чином: пайовики отримали ізольовані квартири, але їх було небагато, інших розселили в комуналки. В 1930 роках у будинках існувало водяне опалення, але готувати доводилося на печах, які топили вугіллям або дровами. Електрика провели спочатку. Холодильників не було. Люди купували лід для спеціальних холодильних ємностей, в яких зберігали продукти.
До 1953-1954 років гарячого водопостачання в «Новий побут» не було. Мешканці відвідували міські лазні на Ворошиловському або Кіровському проспектах. 
У 1930 роки будинку «Новий побут» вважалися дуже престижними і упорядкованими. Були сміттєпроводи, сміття вивозили регулярно.
Свіжий хліб і молоко привозили у двір кожен день на ручному возику. Влітку у дворі крутили кіно, приїздили артисти з концертами, проводили свята для дітей. Двір з ранку підмітали і поливали. Під'їзди регулярно прибирали, на деяких сходових майданчиках стояли квіти.
Сьогодні в «Новий побут» проживає близько двох тисяч осіб, приблизно 30 відсотків квартир – комунальні.

## Архітектура
Будинку товариства «Новий побут» побудовані в стилі конструктивізму. П'ятиповерхові цегляні будівлі з багатоскатними дахами і підвалами мають кілька корпусів, звернених один до одного. Вдома не поштукатурені. Подкообразные елементи корпусів утворюють общедворовое простір. Архітектурний вигляд будівлі доповнюють ризаліти на два вікна і раскреповки.